# Leonid Kravčuk
Leonid Makarovyč Kravčuk (ukrajinsky Леонід Макарович Кравчук; 10. ledna 1934, Żytyń Wielki, Polsko, nyní Ukrajina – 10. května 2022) byl ukrajinský politik. Od prosince 1991 do července 1994 byl prvním ukrajinským prezidentem.

## Politická činnost
Kravčuk byl od roku 1958 členem Komunistické strany Sovětského svazu (KSSS) a od roku 1990 prvním tajemníkem ukrajinské KSSS. Stranu opustil v srpnu 1991. 8. prosince 1991 podepsal za Ukrajinu takzvanou bělověžskou dohodu o vytvoření Společenství nezávislých států (SNS), která ukončila existenci Sovětského svazu.
5. prosince 1991 byl zvolen prvním prezidentem Ukrajiny. Nebyl ještě tak silným prezidentem jako jeho nástupce. V roce 1994 byl v prezidentských volbách poražen Leonidem Kučmou. Po odchodu z prezidentského úřadu působil v Sociálně demokratické straně Ukrajiny. Později z politiky odešel.

## Vyznamenání
- Řád Říjnové revoluce – Sovětský svaz
- Řád rudého praporu práce – Sovětský svaz
- Řád knížete Jaroslava Moudrého V. třídy – Ukrajina, 21. srpna 1996 – udělil prezident Leonid Kučma za významný osobní přínos k formování a rozvoji svrchovaného demokratického ukrajinského státu a u příležitosti pátého výročí nezávislosti Ukrajiny[3]
- Řád knížete Jaroslava Moudrého IV. třídy – Ukrajina, 10. ledna 1999 – udělil prezident Leonid Kučma za vynikající osobní služby ukrajinskému státu při budování republiky a za dlouholetou veřejnou činnost[4]
- Hrdina Ukrajiny, Řád státu – Ukrajina, 21. srpna 2001 – udělil prezident Leonid Kučma za mimořádný osobní přínos při formování a rozvoji nezávislé Ukrajiny a za mnoho lete aktivní politické a veřejné činnosti[5]
- Řád knížete Jaroslava Moudrého III. třídy – Ukrajina, 10. ledna 2004 – udělil prezident Leonid Kučma za vynikající osobní zásluhy o formování a rozvoj nezávislého ukrajinského státu, za dlouhodobou plodnou společensko-politickou činnosti a u příležitosti 70. narozenin[6]
- Řád knížete Jaroslava Moudrého II. třídy – Ukrajina, 9. ledna 2007 – udělil prezident Viktor Juščenko za vynikající stav a politickou aktivitu ve jménu bodování nezávislé Ukrajiny a za významný přínos k formování a rozvoji ukrajinské společnosti[7]
- Řád svobody – Ukrajina, 10. ledna 2014 – udělil prezident Viktor Janukovyč za mimořádný osobní přínos k rozvoji Ukrajiny a za dlouhodobou plodnou politickou činnost[8]
- Jubilejní medaile k 25. výročí nezávislosti Ukrajiny – Ukrajina, 19. srpna 2016 – udělil prezident Petro Porošenko za významné osobní zásluhy o vytvoření nezávislé Ukrajiny a prosazování její suverenity a posílení mezinárodní prestiže, za významný přínos k budování státu, za socioekonomický, kulturní a vzdělávací rozvoj, za aktivní společensko-politickou činnost aza poctivou a bezvadnou službu ukrajinskému národu[9]
- Řád knížete Jaroslava Moudrého I. třídy – Ukrajina, 15. července 2020 – udělil prezident Volodymyr Zelenskyj za významný osobní přínos k formování státu, budováni nezávislosti Ukrajiny, aktivní společensko-politickou aktivitu a u příležitosti 30. výročí vyhlášení Deklarace o svrchovanosti státu[10]

## Fotogalerie

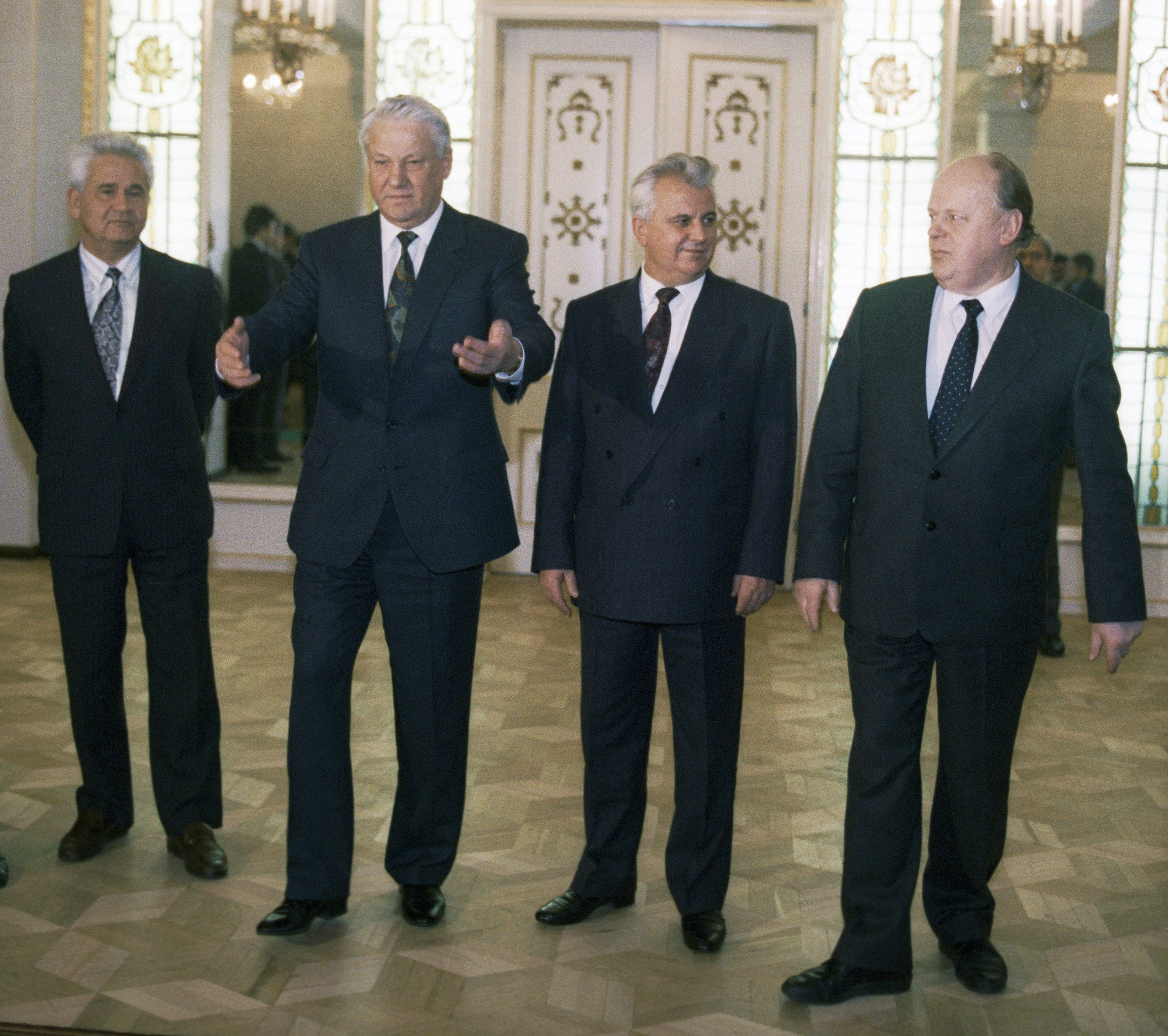
Od druhého zleva: Boris Jelcin, Leonid Kravčuk a Stanislav Šuškevič (1991)
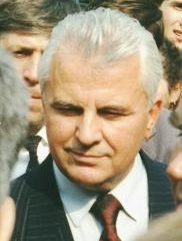
Leonid Kravčuk (1992)
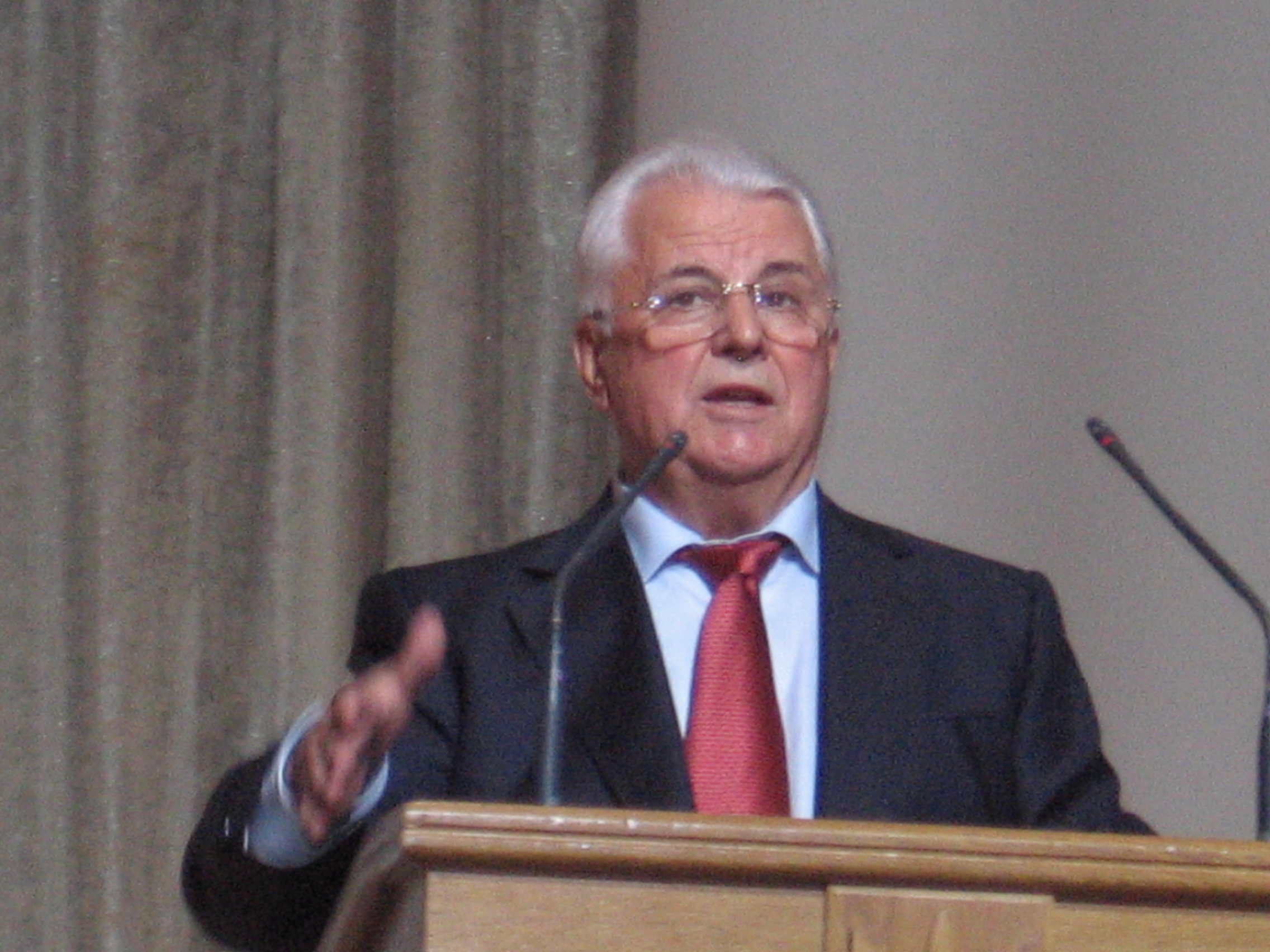
Leonid Kravčuk
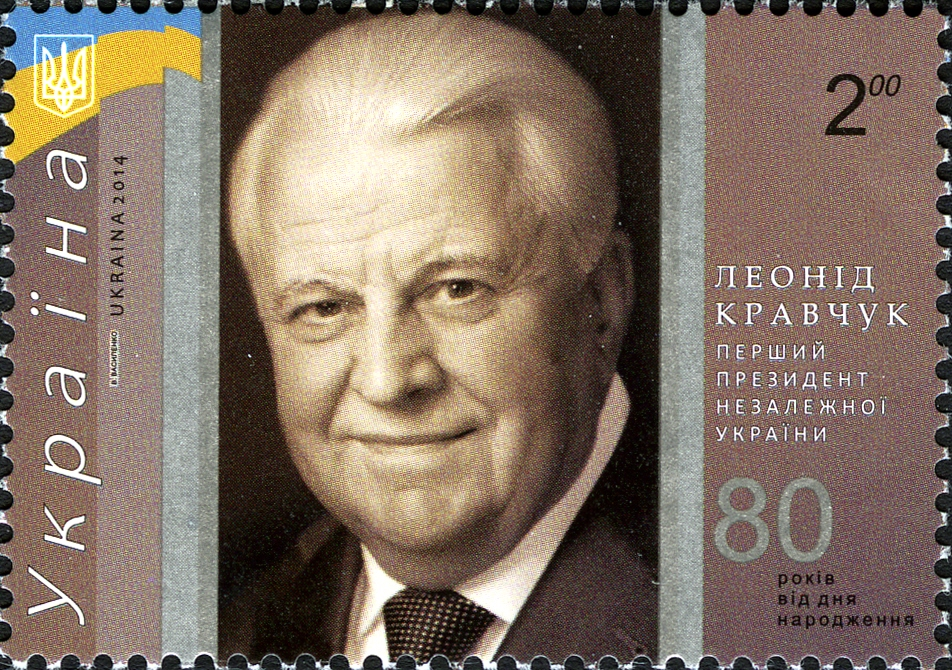
Leonid Kravčuk na ukrajinské známce (2014)